# Cabo (militar)
Cabo é uma graduação existente em várias forças armadas e forças de segurança, normalmente correspondendo à primeira ou segunda graduação que pode ser obtida por um soldado.
O termo "cabo" vem do Latim "caput" (cabeça), usado com o significado genérico de "chefe". Em outros países, o mesmo termo latino, com o sentido de chefe, evoluiu para "caporal". Nesses países, por exemplo, os termos "corporal" (inglês), "caporal" (francês) ou "caporale" (italiano), são usados para designar a graduação correspondente a "cabo".
A designação "cabo" também é usada como título de uma função de chefia em algumas organizações civis.
No contexto do Império do Brasil, a referência ao "Cabo de Esquadra" em documentos como o Decreto n.º 30, de 22 de fevereiro de 1839, indicava uma patente específica dentro da hierarquia militar. O título de "Cabo de Esquadra" designava um posto intermediário entre os sargentos e os soldados rasos, assumindo um papel relevante na organização e disciplina das esquadras militares.
A inclusão dessa patente no decreto sugere uma preocupação em estabelecer uma estrutura militar bem definida e eficaz, destacando o papel crucial do Cabo de Esquadra na gestão das unidades. Cabos de Esquadra provavelmente desempenhavam funções de liderança e supervisão, atuando como elos fundamentais na cadeia de comando. Suas responsabilidades poderiam incluir a instrução de soldados, a manutenção da ordem nas fileiras e a execução de ordens dos superiores.
A hierarquia militar no Império do Brasil refletia não apenas a estrutura organizacional, mas também as tradições e práticas militares da época. A especificação de patentes, como a de Cabo de Esquadra, contribuía para a eficácia operacional das Forças Armadas e garantia uma distribuição adequada de responsabilidades entre os membros do exército.

## História
O termo "cabo" foi utilizado nos exércitos da Península Ibérica, pelo menos desde o século XVI, para designar os comandantes das esquadras que constituíam cada uma das companhias de Infantaria. Por essa razão, cada um desses comandantes era designado "cabo de esquadra" no sentido de "chefe de esquadra".
Segundo o Regimento dos Capitães-Mores, decretado pelo Rei D. Sebastião I, em 1570, cada uma das companhias, das tropas das Ordenanças de Portugal, seria composta por dez esquadras de 25 homens, cada qual chefiada por um cabo. Os cabos de esquadra estavam, por sua vez subordinados ao capitão da sua companhia.
Em termos similares, na Marinha, a designação "cabo de marinheiros" foi aplicada a um graduado, que chefiava um grupo de marinheiros dentro de um navio.
As funções de cabo de esquadra e de cabo de marinheiros acabaram por se tornar, mais tarde, em postos da categoria de praças, respectivamente do Exército e da Marinha. As designações dos postos foram simplificadas, posteriormente, para, simplesmente "cabo".

## Insígnias e distintivos de cabo em vários países

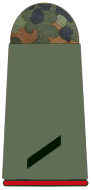
Exército Alemão (Gefreiter)
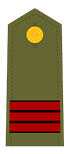
Exército Espanhol (Cabo)
Exército dos Estados Unidos (Corporal)
Força Aérea Francesa (Caporal)
Exército Italiano (Caporale)
Exército dos Países Baixos (Korporaal)
Exército Britânico (Corporal)
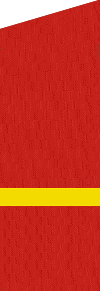
Exército da Rússia (Efreitor)
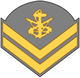
Marinha do Brasil (Cabo)
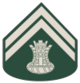
Exército Brasileiro (Cabo)
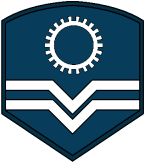
Força Aérea Brasileira (Cabo)
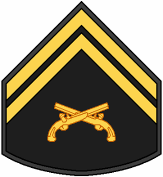
Polícias militares (Cabo)

### Portugal
Nas Forças Armadas Portuguesas existem vários postos de cabo, que correspondem a várias graduações da categoria de praças da Marinha, Exército, Força Aérea e Guarda Nacional Republicana.
Atualmente, existem:
1. Cabo Mor: é a máxima graduação de um militar da carreira de praças da Marinha.Só pode ser obtida por uma praça pertencente ao Quadro Permanente;
2. Cabo da Armada: é a segunda graduação mais alta de um militar da carreira de praças da Marinha. Só pode ser obtida por uma praça pertencente ao Quadro Permanente;
3. Cabo de secção: graduação correspondente à de cabo da Armada, no Exército e na Força Aérea. Como estes ramos não dispõem, actualmente, de um Quadro Permanente de Praças, esta graduação não está a ser atribuída;
4. Cabo-chefe: graduação correspondente à de cabo da Armada, na Guarda Nacional Republicana (GNR);
5. Cabo-adjunto: actualmente, a máxima graduação de um militar da carreira de praças do Exército e da Força Aérea, uma vez que a graduação de cabo de secção não está a ser atribuída. A graduação correspondente, na Marinha, é designada "primeiro-marinheiro". Na GNR não existe uma graduação correspondente;
6. Primeiro-cabo: segunda graduação de um militar da carreira de praças do Exército e da Força Aérea. Até final do século XIX a graduação designava-se "cabo de esquadra". Na Marinha e na GNR, as graduações correspondentes são designadas, respectivamente, "segundo-marinheiro" e "cabo";
7. Cabo: graduação correspondente à de primeiro-cabo, na Guarda Nacional Republicana;
8. Segundo-cabo: primeira graduação de um militar da carreira de praças do Exército e da Força Aérea. Até final do século XIX a graduação designava-se "anspeçada". Na Marinha, a graduação correspondente é designada "primeiro-grumete". Na GNR não existe uma graduação correspondente.

Postos de cabo já não existentes:
1. Primeiro-cabo miliciano: antiga graduação atribuída aos instruendos que terminavam o 2º ciclo dos Cursos de Sargentos Milicianos do Exército e da Força Aérea. O posto foi substituído, em 1974, pelo de segundo-furriel;
2. Cabo de esquadra: antigo oficial inferior responsável pelo comando de uma esquadra. Tornou-se, depois, a segunda graduação de praça, imediatamente superior à de anspeçada e inferior à de furriel. No final do século XIX passou a designar-se "primeiro-cabo".

Marinha Portuguesa (Cabo - distintivo de braço)
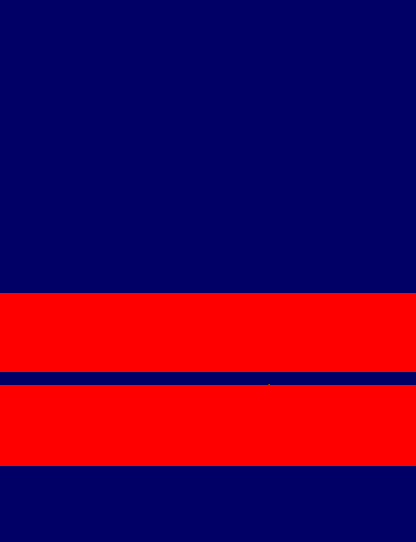
Marinha Portuguesa (Cabo - distintivo de platina)
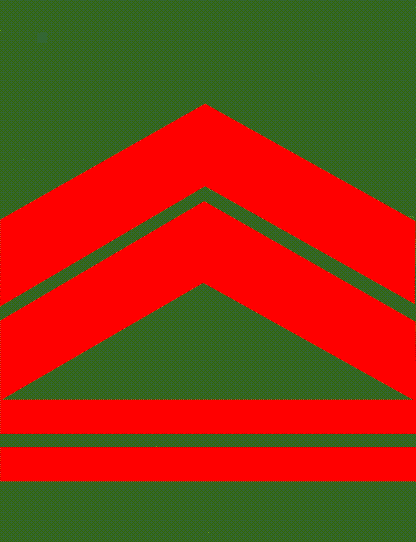
Exército Português (Cabo de secção) (não atribuído)
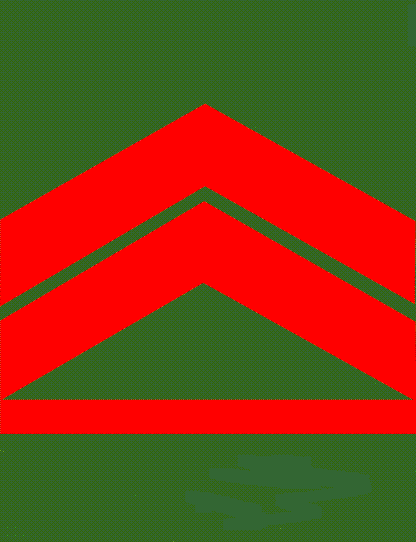
Exército Português (Cabo-adjunto)
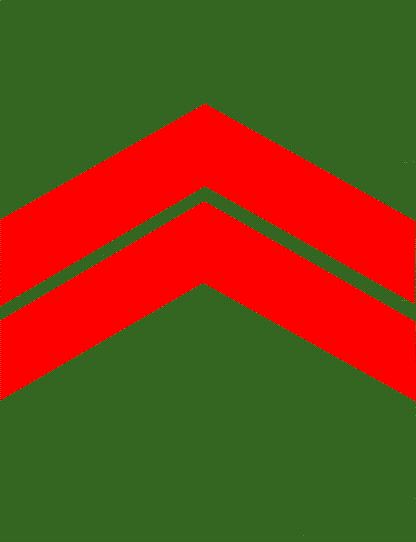
Exército Português (Primeiro-cabo)
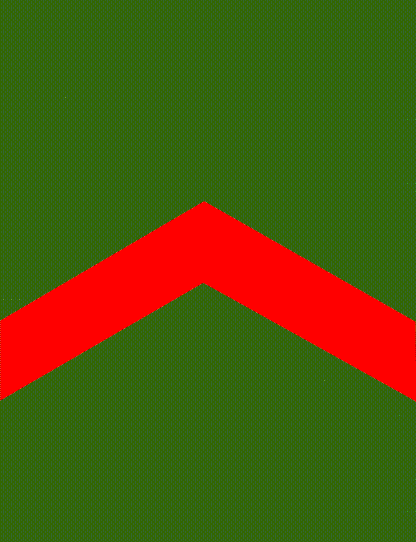
Exército Português (Segundo-cabo)
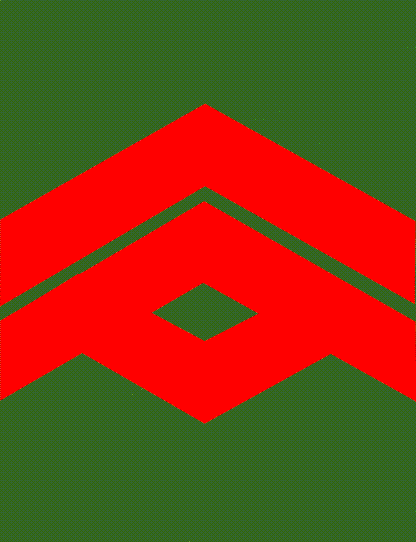
Exército Português (Primeiro-cabo miliciano) (extinto)
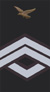
Força Aérea Portuguesa (Cabo-adjunto)
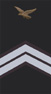
Força Aérea Portuguesa (Primeiro-cabo)
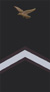
Força Aérea Portuguesa (Segundo-cabo)